# Dylan Alcott
Dylan Martin Alcott, OAM (ur. 4 grudnia 1990 w Melbourne) – australijski tenisista niepełnosprawny startujący w kategorii quadów, były zawodnik koszykówki na wózkach, prezenter radiowy.

## Kariera w koszykówce na wózkach
W wieku 13 lat rozpoczął starty w koszykówce na wózkach. W 2006 roku, podczas mistrzostw świata zadebiutował w reprezentacji narodowej, z którą zdobył brązowy medal.
W 2008 był członkiem zespołu Australii, który zdobył złoty medal igrzysk paraolimpijskich, w finale pokonując ekipę Kanady 72:60. W 2010 roku, startując z reprezentacją narodową na mistrzostwach świata zdobył złoty medal. Dwa lata później, podczas igrzysk paraolimpijskich w Londynie był członkiem zespołu, który dotarł do finału turnieju. W decydującym meczu drużyna Australii przegrała z ekipą Kanady 58:64 i tym samym zdobyła srebrny medal igrzysk.

## Kariera w tenisie na quadach
W 2014 roku osiągnął status profesjonalny w tenisie na wózkach, który trenował w dzieciństwie. Startując w kategorii quadów, wygrał 15 turniejów wielkoszlemowych w grze pojedynczej oraz 8 w grze podwójnej. Zdobył również trzy złote medal igrzysk paraolimpijskich: dwa w grze pojedynczej (Rio de Janeiro 2016, Tokio 2020) oraz jeden w grze podwójnej (2016). Ponadto zdobył srebrny medal igrzysk paraolimpijskich w grze podwójnej (2020). W 2021 roku zdobył Złotego Wielkiego Szlema, czyli wygrał wszystkie turnieje wielkoszlemowe w sezonie oraz dodatkowo triumfował na igrzyskach paraolimpijskich w tym samym roku. W rankingu ITF był liderem zarówno w singlu, jak i w deblu. W całej karierze Alcott zwyciężył w 44 turniejach singlowych i 30 deblowych.
W 2022 roku po Australian Open zakończył karierę.

### Historia występów
Legenda
     W, wygrany turniej
     F, przegrana w finale
     SFW, wygrana w meczu o trzecie miejsce
     SF, przegrana w półfinale, SFP, przegrana w meczu o trzecie miejsce
     QF, przegrana w ćwierćfinale
     xR przegrana w x rundzie
     LQ, przegrana w kwalifikacjach
     RR, przegrana w fazie grupowej
     A, brak startu
     NH, impreza nie odbyła się

#### Występy w Wielkim Szlemie

##### Gra pojedyncza
| Wielkoszlemowe turnieje w singlu na quadach |                |                |                |                |                |   |    |   |   |
| Australian Open                             | RR             | W              | W              | W              | W              | W | W  | W | F |
| French Open                                 | Nie rozgrywano | Nie rozgrywano | Nie rozgrywano | Nie rozgrywano | Nie rozgrywano | W | W  | W | A |
| Wimbledon                                   | Nie rozgrywano | Nie rozgrywano | Nie rozgrywano | Nie rozgrywano | Nie rozgrywano | W | NH | W | A |
| US Open                                     | A              | W              | NH             | RR             | W              | F | F  | W | A |

##### Gra podwójna
| Wielkoszlemowe turnieje w deblu na quadach |                |                |                |                |                |   |    |   |    |
| Australian Open                            | F              | F              | F              | F              | W              | W | W  | W | SF |
| French Open                                | Nie rozgrywano | Nie rozgrywano | Nie rozgrywano | Nie rozgrywano | Nie rozgrywano | W | F  | F | A  |
| Wimbledon                                  | Nie rozgrywano | Nie rozgrywano | Nie rozgrywano | Nie rozgrywano | F              | W | NH | F | A  |
| US Open                                    | A              | F              | NH             | F              | F              | W | W  | F | A  |

#### Turnieje Masters oraz igrzyska paraolimpijskie
| Turnieje Masters         |    |    |   |                |                |                |                |   |    |
| singel                   | F  | A  | A | A              | W              | A              | NH             | A | A  |
| debel                    | A  | A  | A | A              | A              | A              | NH             | A | A  |
| Igrzyska paraolimpijskie |    |    |   |                |                |                |                |   |    |
| singel                   | NH | NH | W | Nie rozgrywano | Nie rozgrywano | Nie rozgrywano | Nie rozgrywano | W | NH |
| debel                    | NH | NH | W | Nie rozgrywano | Nie rozgrywano | Nie rozgrywano | Nie rozgrywano | F | NH |